# المركز المالي للولايات المتحدة

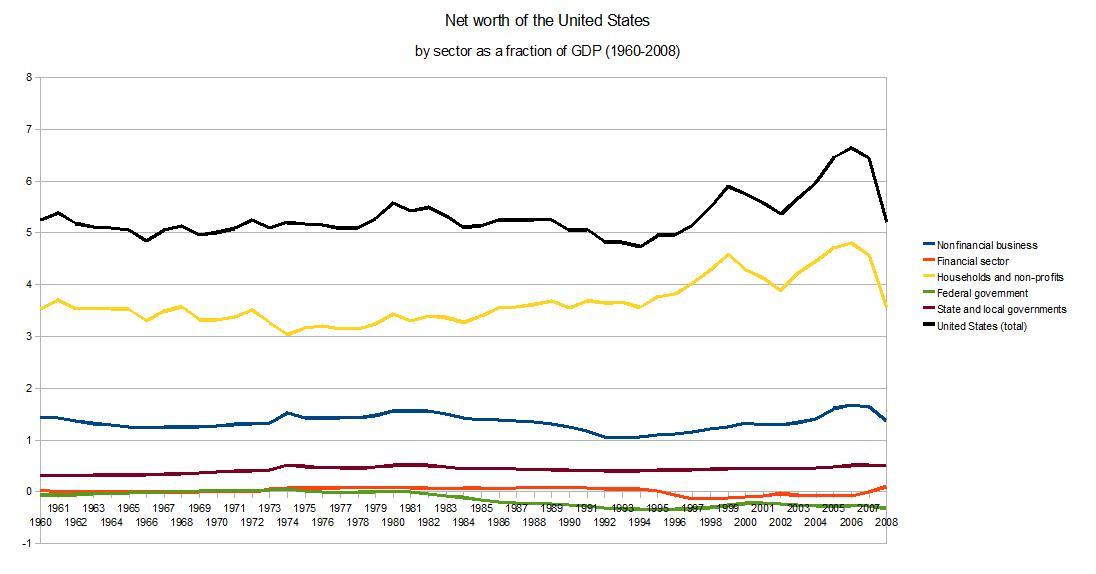
القيمة الصافية للولايات المتحدة حسب القطاع كجزء من الناتج المحلي الإجمالي 1960-2008

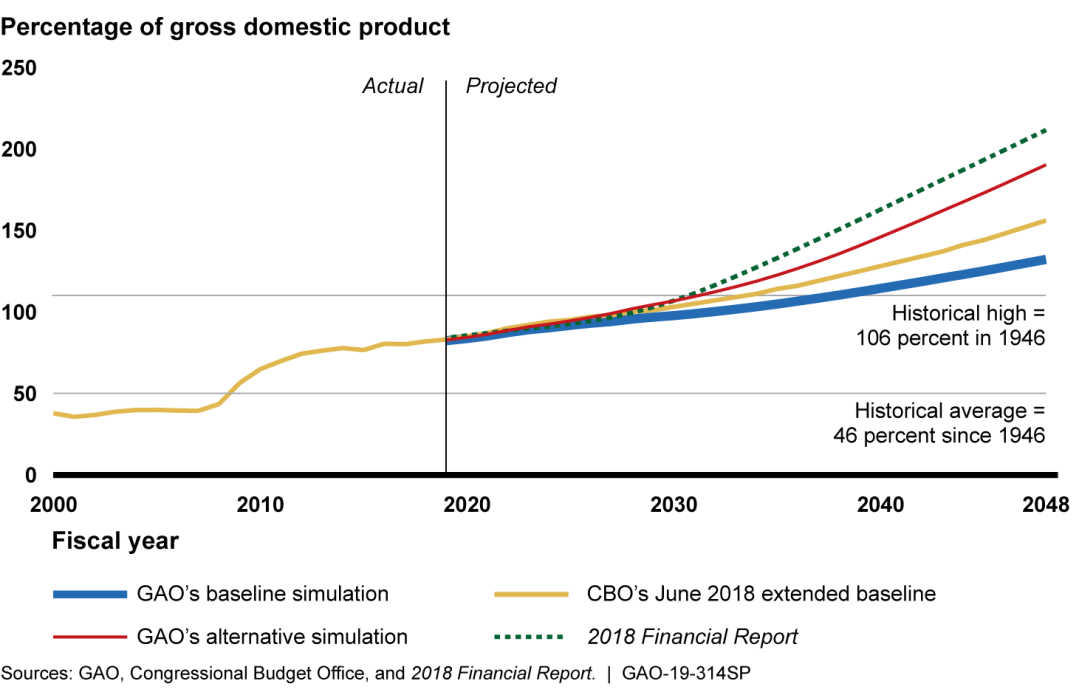
إسقاط الدين الفيدرالي الأمريكي كنسبة مئوية من الناتج المحلي الإجمالي

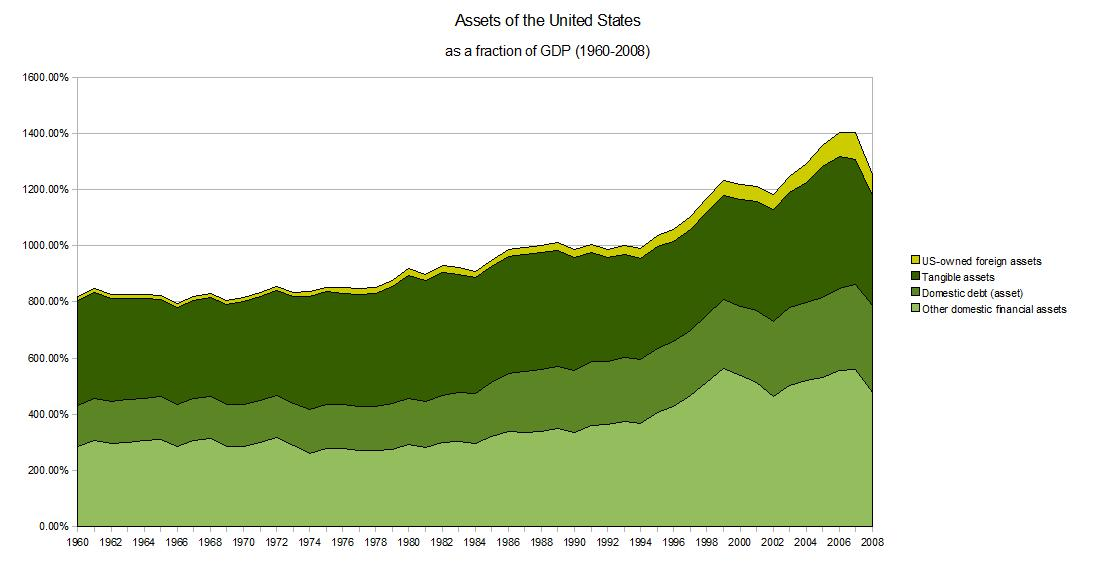
أصول الولايات المتحدة كجزء بسيط من الناتج المحلي الإجمالي 1960-2008

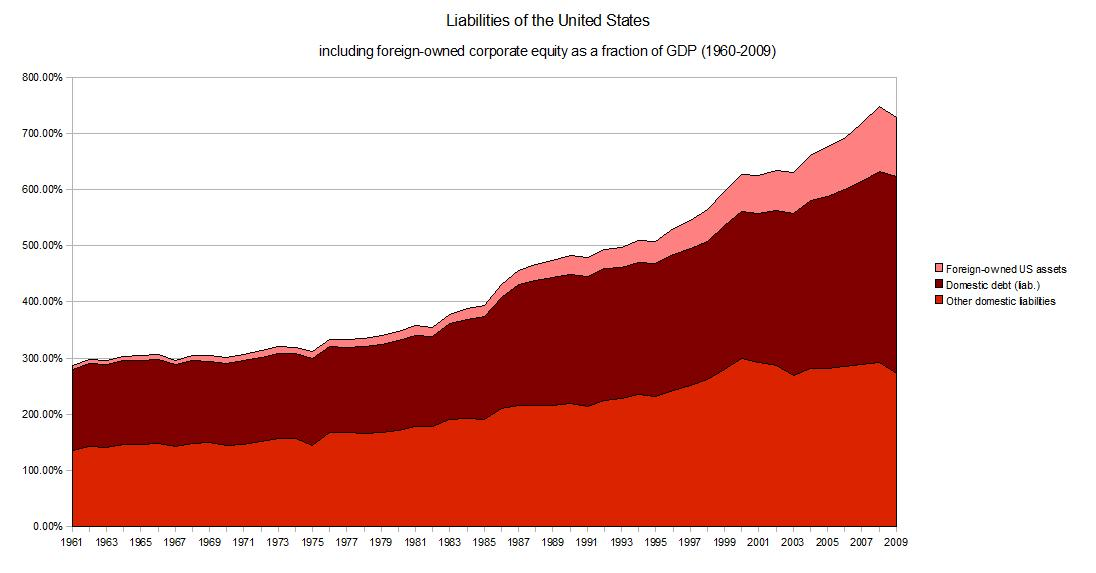
خصوم الولايات المتحدة كجزء من الناتج المحلي الإجمالي 1960-2009

الولايات المتحدة الأمريكية

## دين

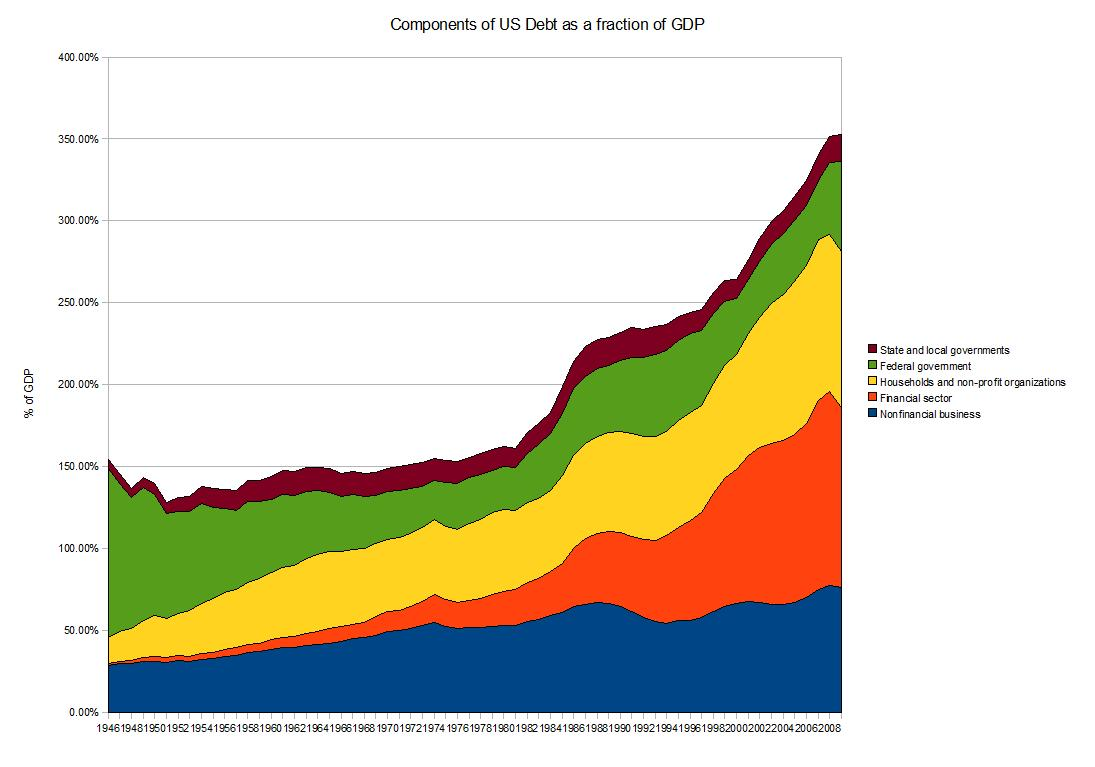
مكونات إجمالي الدين الأمريكي كجزء بسيط من الناتج المحلي الإجمالي 1945-2009

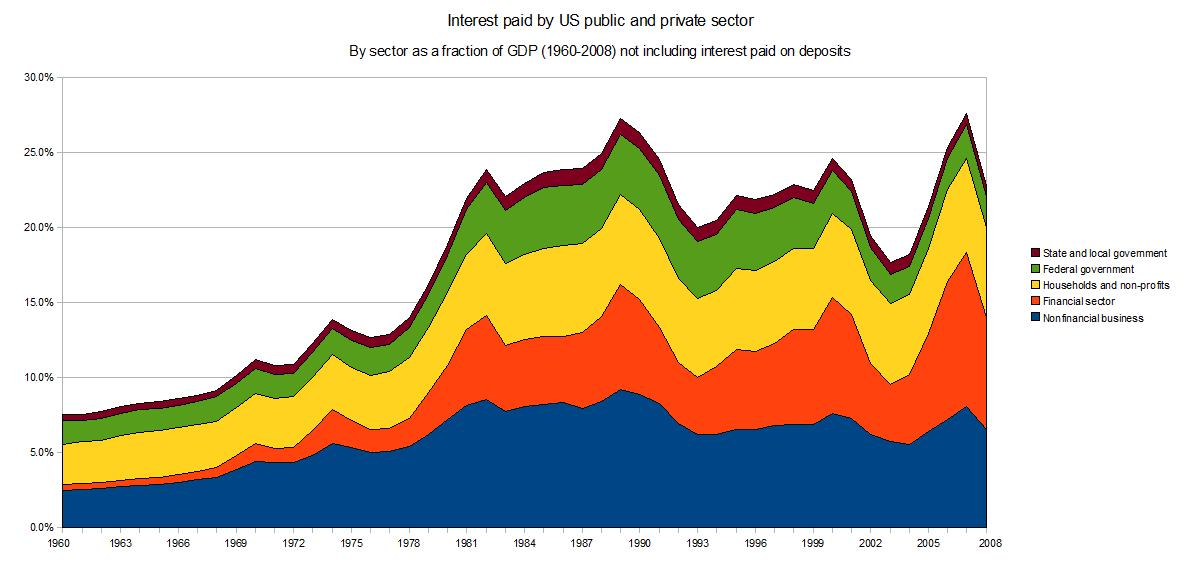
مدفوعات الفائدة الأمريكية على الديون حسب القطاع كجزء صغير من الناتج المحلي الإجمالي 1960-2008

دولي:

## الموازين المالية القطاعية

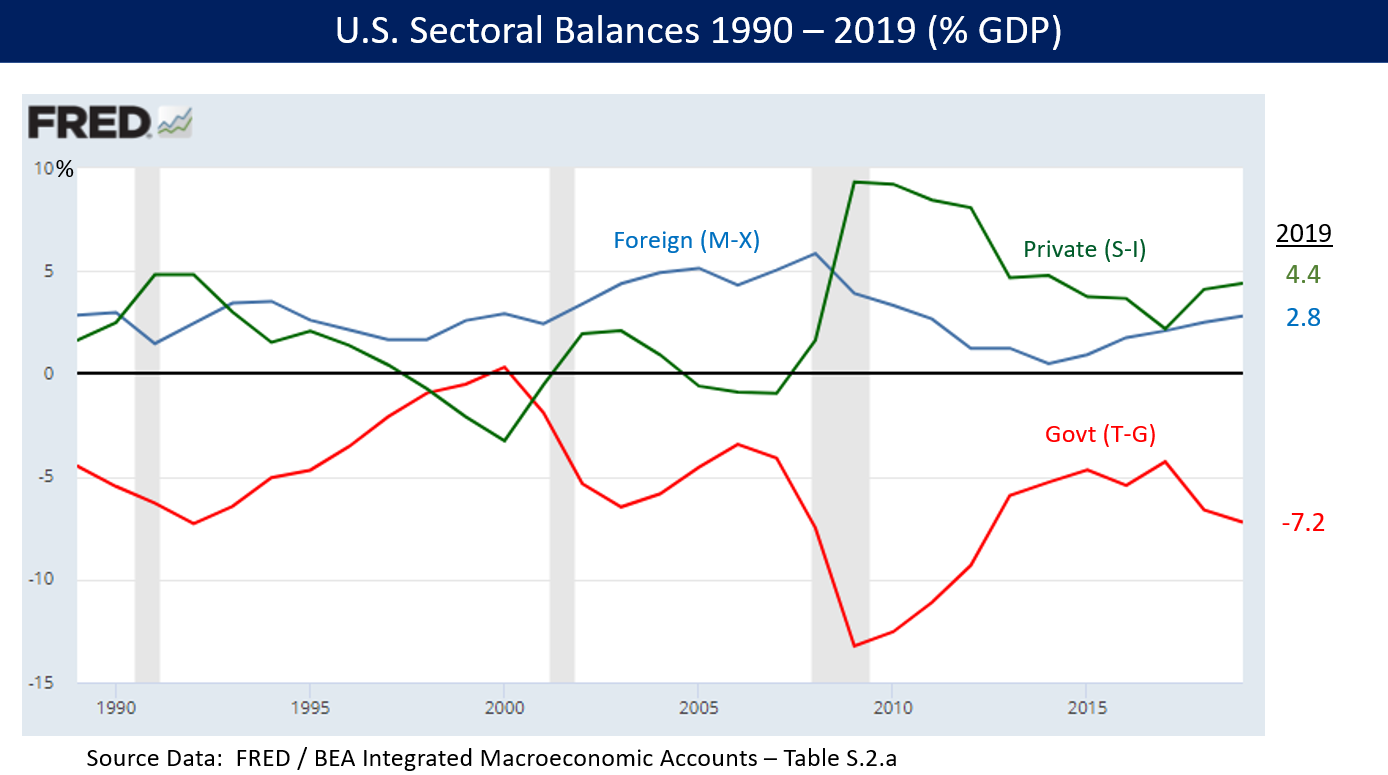
التوازنات المالية القطاعية في الاقتصاد الأمريكي 1990-2012. بحكم التعريف ، يجب أن تكون الأرصدة الثلاثة صافية إلى الصفر. منذ عام 2009 ، أدى فائض رأس المال الأمريكي وفائض القطاع الخاص إلى حدوث عجز في الميزانية الحكومية.

وجادل وولف بأن التحول الفجائي في قطاع الخاص من العجز إلى الفائض مما ادى إلى إجبار الميزان الحكومي على الدخول في عجز حقيقي، لذلك كتب بان: الربع الثالث من عام 2007 والربع الثاني من عام 2009 ، والذي كان عندما بلغ العجز المالي للحكومة الأمريكية (الفيدرالية والولائية) قيمته أو ذروته. حيث لا توجد تغييرات في السياسة المالية تفسر الانهيار إلى عجز مالي هائل بين عامي 2007 و 2009، لأنه لم يكن هناك أي أهمية.
ويرجع سبب الانهيار في ذلك هو التحول الكبير للقطاع الخاص من العجز المالي إلى الفائض المالي، أو بعبارة أخرى، من الازدهار إلى الانهيار ".
كما سابقا موضحا من قبل الخبير الاقتصادي بول كروغمان في ديسمبر 2011 حول أسباب التحول الحاصل من عجز خاص إلى فاائض: «يعكس هذا التحول الهائل إلى الفائض نهاية فقاعة الإسكان، والارتفاع الحاد في مدخرات الأسر، وتراجع الاستثمار التجاري بسبب نقص من العملاء».

## روابط خارجية
- مكتب الميزانية بالكونجرس الأمريكي
- مكتب الإدارة والميزانية
- الموت والضرائب: 2009 تمثيل بياني للميزانية التقديرية الفيدرالية للولايات المتحدة لعام 2009، بما في ذلك الدين العام.
- الولايات المتحدة - العجز مقابل معدل الادخار من 1981 تمثيل رسومي تاريخي للعجز المالي المتداول لمدة 12 شهرًا مقابل معدل الادخار في الولايات المتحدة. (منذ 1981)

المشتقات، هو المجهول فيما يتعلق بتأثيرها في إجمالي الدين الأمريكي التراكمي
- 190 ألف عبء مشتق لكل شخص أمريكي
- US Cumulative Debt per person mentioned in a video على يوتيوب
- Video stating IMF, OECD & World Bank don't track Cumulative Debt per Person على يوتيوب
- الأسر الألمانية تفوق ما تفعله اليونان ، وهي حالة غير أمريكية للإطار المرجعي لتراكم الديون لكل شخص.